# 沙鲁沙厄
沙鲁沙厄 （1993年7月8日—），是一名马来西亚职业足球运动员，现效力于马来西亚足球超级联赛的柔佛DT足球俱乐部。同时也代表马来西亚国家足球队，司职后卫。

## 俱乐部生涯

### 马来西亚幼虎队
沙鲁沙厄青年时期在马来西亚幼虎队展开职业生涯，2011年至2014年先后在马来西亚幼虎B队及马来西亚幼虎A队效力。

### 菲尔达联
2015年，沙鲁沙厄因马来西亚幼虎队解散，与菲尔达联签下合约。

### 霹雳
2016年，沙鲁沙厄离开了菲尔达联，转会至霹雳。2018年，沙鲁沙厄所在的霹雳活动马来西亚超级足球联赛亚军，并且同年在马来西亚杯决赛中打败登嘉楼获得冠军，这是沙鲁沙厄职业生涯首个俱乐部赛事冠军。2021年5月8日，沙鲁沙厄离开霹雳，转会加盟马超联赛班霸柔佛DT。

### 柔佛DT[2]
2021年5月8日，柔佛DT宣布沙鲁沙厄将在2021年马来西亚超级足球联赛第二次转会窗转会加入，并将穿上32号球衣。随着2021年马来西亚超级足球联赛柔佛DT完成八连冠，沙鲁沙厄在柔佛DT获得职业生涯首个联赛冠军。

## 国家队生涯

### 马来西亚U23队
2012年，沙鲁沙厄首次被马来西亚U23征召参加2012年伦敦奥运会足球比赛亚洲区男子预选赛。沙鲁沙厄两度代表马来西亚U23参加2013年东南亚运动会和2015年东南亚运动会。

### 马来西亚国家足球队
2015年，沙鲁沙厄首次被马来西亚国家足球队主教练王金瑞征召进大名单。2018年9月10日，他在对阵柬埔寨的友谊赛中打入了个人首个国际赛进球。

## 荣誉

### 俱乐部
霹雳
- 马来西亚杯冠军：2018
- 马来西亚超级足球联赛亚军：2018
- 马来西亚足总杯亚军：2019

柔佛DT
- 马来西亚超级足球联赛冠军：2021
- 马来西亚慈善盾冠军：2022

### 国家队
马来西亚U23
- 默迪卡杯足球赛冠军：2013

马来西亚
- 东南亚足球锦标赛亚军：2018

### 个人
- 马来西亚足总年度最佳后卫：2018、2019